# Leonardo Vitetti
Leonardo Vitetti (Gerace Marina, 15 dicembre 1894 – Roma, 14 maggio 1973) è stato un diplomatico italiano, rappresentante permanente per l'Italia alle Nazioni Unite dal 1956 al 1958.

## Biografia
Figlio del funzionario Ernesto Vitetti, si laurea in giurisprudenza nel luglio del 1922 ed entra nella carriera diplomatica, in seguito a concorso, l'anno dopo. Nel 1925 è destinato all'ambasciata di Washington come Primo segretario di legazione e vi rimane fino al 1930, quando rientra al Ministero degli affari esteri. Nel 1932 è Consigliere di legazione all'ambasciata italiana a Londra. Due anni dopo, nella Capitale britannica, Vitetti sposa Natalie Mai Coe, figlia del facoltoso assicuratore e filantropo inglese William Robertson Coe, ed ha il figlio Ernesto (1935).
Nel 1936 il Ministro degli Esteri Galeazzo Ciano lo incarica della Direzione Affari generali del Ministero. Nel 1938 gli è conferito il titolo di conte. Nel 1942 viene nominato direttore generale degli Affari dell'Europa e del Mediterraneo. Nel corso di tale incarico, il Ministero degli esteri italiano frappose ostacoli di natura giuridica alle richieste naziste di persecuzione nei confronti degli ebrei presenti nelle zone soggette alle truppe italiane di occupazione in Francia e in Croazia.
Dopo la liberazione di Roma, Vitetti si convince che i rapporti avuti con il passato regime siano di ostacolo per il prosieguo della carriera diplomatica e presenta domanda di collocamento a riposo, che viene accolta, con decorrenza 1º dicembre 1944. Resta fuori dalla diplomazia per quasi cinque anni, poi il provvedimento di collocamento a riposo viene annullato e, il 1º gennaio 1950, è riammesso a tutti gli effetti, senza soluzione di continuità di carriera. Nel novembre dello stesso anno, Vitetti fa parte della delegazione italiana per la V assemblea dell'ONU a Lake Success.
Il 23 giugno 1952 Vitetti è promosso ambasciatore. Tre anni dopo è nominato rappresentante permanente presso l'OECE (1955) e, nel 1956, rappresentante permanente presso l'ONU. Nello stesso anno tenta, senza successo, la carriera politica, candidandosi al Senato con la Democrazia Cristiana. Due anni dopo è ambasciatore a Parigi. Nel gennaio del 1960 alla scadenza naturale del suo collocamento a riposo, Vitetti è trattenuto in servizio e rimane in carica come ambasciatore d'Italia in Francia, sino al giugno del 1961.